# 42. Филмски сусрети у Нишу
42. Филмски сусрети одржани су од 25. до 30. августа, 2007. године. Фестивал је отворио Петар Краљ.
Уметничка директорка фестивала је била глумица Снежана Никшић.

## Жири
| Састав жирија      |                    |                |
| председница жирија | Горица Поповић     | Горица Поповић |
| чланови жирија     | Дубравка Мијатовић | Ирфан Менсур   |

## Програм
Током шест дана приказано је укупно 9 филмова од којих је шест премијерно приказано у Нишу.
| Дан        | Програм                                                                 |
| ---------- | ----------------------------------------------------------------------- |
| 25. август | Свечано отварање                                                        |
| 25. август | Belle Epoque (Последњи валцер у Сарајеву) (Никола Стојановић (редитељ)) |
| 26. август | Клопка (Срђан Голубовић)                                                |
| 26. август | Ин мемориам                                                             |
| 26. август | Оптимисти (Горан Паскаљевић)                                            |
| 27. август | Аги и Ема (Милутин Петровић)                                            |
| 27. август | Уручење награде "Она и он"                                              |
| 27. август | Коњи врани (Љубиша Самарџић)                                            |
| 28. август | Одбачен (Милош Радивојевић)                                             |
| 28. август | Свечано уручивање награде Павле Вуисић                                  |
| 28. август | Промени ме (Милан Караџић)                                              |
| 29. август | Хадерсфилд (Иван Живковић)                                              |
| 29. август | Јубилеј                                                                 |
| 29. август | Хамлет (Александар Рајковић)                                            |
| 30. август | Свечана додела награда                                                  |
| 30. август | Црна зора (Бојан Тодоровић и Бојан Ранђеловић), ван конкуренције        |
| 30. август | Затварање фестивала                                                     |

Као пратећи програм фестивала организоване су пројекције документарних филмова у серијалу под називом „Жене на филму" (посвећени Аници Доброј, Љиљани Благојевић и Неди Арнерић), документарац Забрањени без забране, о цензури у српском филму, и Сећате се Рине Ите; организоване су изложбе, промоције књига, као и школа цртаног филма.

## Награде
| Награда                          | Добитник/Добитница      | Улога          | Филм (редитељ/редитељка) |
| -------------------------------- | ----------------------- | -------------- | ------------------------ |
| Гран при Наиса                   | Небојша Глоговац        | Иван, Младен   | Хадерсфилд и Клопка      |
| Цар Константин                   | Горан Шушљик            | Раша           | Хадерсфилд               |
| Царица Теодора                   | Наташа Нинковић         | Марија         | Клопка                   |
| Повеља за мушку улогу            | Светозар Цветковић      | Он             | Одбачен                  |
| Повеља за женску улогу           | Аница Добра             | Јелена         | Клопка                   |
| Награда за епизодну мушку улогу  | Војин Ћетковић          | Дуле           | Хадерсфилд               |
| Награда за епизодну женску улогу | Милена Васић Ражнатовић | Милина Брђевић | Коњи врани               |
| Награда за најбољег дебитанта    | Милан Васић             | Сава Лађарски  | Коњи врани               |

Из наградног фонда издвојено је 170.000 динара за добитника награде „Наиса“, по 150.000 за добитницу и добитника Царице Теодоре и Цара Константина, а за остале награде по 80.000 динара.
Поред званичних награда у току тајања Филмских сусрета проглашавани су добитници и добитнице других, незваничних награда фестивала. За најбољег глумца фестивала по оценама публике проглашен је добитник гранд при-а Небојша Глоговац. И према оценама жирија филмских критичара, као и према оценама званичног, најбољу мушку улогу остварио је Светозар Цветковић, док је најбољу женску улогу дала Јелисавета Сека Саблић у филму Хадерсфилд.
Награду Она и он, коју додељује лист Вечерње новости добили су Јелисавета Сека Саблић и Никола Симић за улоге у серији Љубав, навика, паника.
Награду за животно дело, Павле Вуисић добила је глумица Мира Ступица, према одлуци жирија састављеног од претходних добитница и добитника, Ружице Сокић, Петра Краља и Николе Симића.
Награду за најбољег глумца – продуцента добио је Љубиша Самарџић.